# Летаргия
Летарги́я (др.-греч. λήθη — «забвение», и ἀργία — «бездействие»), летаргический сон — состояние сна человека, длящееся намного дольше обычного, от нескольких дней до нескольких лет и даже десятков лет, причём разбудить человека невозможно. Летаргический сон в общепринятом его понимании является выдуманным состоянием и описан только в художественных произведениях. От комы якобы отличается тем, что организм больного поддерживает жизненные функции органов и не находится под угрозой смерти. Тем не менее, известно, что человеческий организм не может длительное время обходиться без воды и пищи, поэтому поддержание жизнедеятельности без медицинского вмешательства в длительном бессознательном состоянии невозможно.
Английское lethargy неверно переводится на русский как «летаргия», но верный перевод — вялость, усталость, заторможенность.
Энциклопедия medline описывает летаргию (англ. lethargy) как синоним слова слабость (англ. fatigue). Усталость и слабость могут быть естественным ответом на недостаток сна, перенапряжение, стресс. Как правило, устраняются при нормализации режима сна и питания.

## Клиническая картина
Апатия, крайне выраженная слабость, сонливость, нарушения сознания, сниженная реакция в ответ на внешние раздражители.
Академик И. П. Павлов описывал больного Ивана Кузьмича Качалкина, 22 года находившегося в состоянии «живого трупа» — с 1896 по 1918 год. Он находился в кататоническом состоянии — «лежал живым трупом без малейшего произвольного движения и без единого слова». Его приходилось кормить с помощью зонда. В последние годы до своего шестидесятилетия он начал постепенно делать какие-то движения, в конце концов он смог вставать в туалет и иногда есть без посторонней помощи. По поводу его прошлого состояния Иван Качалкин объяснял, что «всё понимал, что около него происходит, но чувствовал страшную, неодолимую тяжесть в мускулах, так что ему было даже трудно дышать». Он умер в сентябре 1918 года от сердечной недостаточности в возрасте 60 лет. Известным пациентом с этим состоянием является Надежда Лебедина.